# Enzo Le Fée
Enzo Jérémy Le Fée (Lorient, 3 de febrero de 2000) es un futbolista francés que juega de centrocampista en el Sunderland A. F. C. de la Premier League.

## Trayectoria
Comenzó su carrera futbolística en la cantera del Kéryado, antes de pasar a la cantera del F. C. Lorient a la edad de 8 años. El 13 de noviembre de 2018 firmó su primer contrato profesional con el Lorient. Debutó como profesional con el Lorient en un empate 0-0 en la Ligue 2 contra el F. C. Sochaux-Montbéliard el 10 de mayo de 2019.
El 7 de julio de 2023 fichó por cinco años con el Stade Rennais F. C. después de haber jugado 142 encuentros con el F. C. Lorient en los que consiguió ocho goles y dio quince asistencias. Solo estuvo una temporada, ya que en julio del año siguiente fue traspasado a la A. S. Roma. En Italia estuvo media campaña y en enero de 2025 fue cedido al Sunderland A. F. C., donde iba a reencontrarse con el entrenador Régis Le Bris. El mes siguiente marcó su primer gol en Inglaterra frente al Luton Town F. C. Consiguieron el ascenso a la Premier League y en el mes de junio se confirmó su continuidad cuatro años más.

## Estadísticas

### Clubes
Actualizado al último partido disputado el 24 de mayo de 2025.
| Club                           | Div.          | Temporada     | Liga  | Liga  | Liga   | Copas nacionales | Copas nacionales | Copas nacionales | Copas internacionales | Copas internacionales | Copas internacionales | Total | Total | Total  |
| Club                           | Div.          | Temporada     | Part. | Goles | Asist. | Part.            | Goles            | Asist.           | Part.                 | Goles                 | Asist.                | Part. | Goles | Asist. |
| ------------------------------ | ------------- | ------------- | ----- | ----- | ------ | ---------------- | ---------------- | ---------------- | --------------------- | --------------------- | --------------------- | ----- | ----- | ------ |
| F. C. Lorient II Francia       | 4.ª           | 2017-18       | 3     | 1     | 0      | —                | —                | —                | —                     | —                     | —                     | 3     | 1     | 0      |
| F. C. Lorient II Francia       | 4.ª           | 2018-19       | 17    | 0     | 4      | —                | —                | —                | —                     | —                     | —                     | 17    | 0     | 4      |
| F. C. Lorient II Francia       | 4.ª           | 2021-22       | 1     | 0     | 0      | —                | —                | —                | —                     | —                     | —                     | 1     | 0     | 0      |
| F. C. Lorient II Francia       | Total club    | Total club    | 21    | 1     | 4      | 0                | 0                | 0                | 0                     | 0                     | 0                     | 21    | 1     | 4      |
| F. C. Lorient Francia          | 2.ª           | 2018-19       | 2     | 0     | 0      | 1                | 0                | 0                | —                     | —                     | —                     | 3     | 0     | 0      |
| F. C. Lorient Francia          | 2.ª           | 2019-20       | 26    | 0     | 2      | 3                | 0                | 0                | —                     | —                     | —                     | 29    | 0     | 2      |
| F. C. Lorient Francia          | 1.ª           | 2020-21       | 36    | 0     | 6      | 1                | 0                | 0                | —                     | —                     | —                     | 37    | 0     | 6      |
| F. C. Lorient Francia          | 1.ª           | 2021-22       | 36    | 2     | 2      | 1                | 0                | 0                | —                     | —                     | —                     | 37    | 2     | 2      |
| F. C. Lorient Francia          | 1.ª           | 2022-23       | 35    | 5     | 5      | 1                | 1                | 0                | —                     | —                     | —                     | 36    | 6     | 5      |
| F. C. Lorient Francia          | Total club    | Total club    | 135   | 7     | 15     | 7                | 1                | 0                | 0                     | 0                     | 0                     | 142   | 8     | 15     |
| Stade Rennes F. C. Francia     | 1.ª           | 2023-24       | 25    | 0     | 1      | 4                | 0                | 1                | 6                     | 0                     | 3                     | 35    | 0     | 5      |
| Stade Rennes F. C. Francia     | Total club    | Total club    | 25    | 0     | 1      | 4                | 0                | 1                | 6                     | 0                     | 3                     | 35    | 0     | 5      |
| A. S. Roma · Italia            | 1.ª           | 2024-25       | 6     | 0     | 0      | 1                | 0                | 0                | 3                     | 0                     | 0                     | 10    | 0     | 0      |
| A. S. Roma · Italia            | Total club    | Total club    | 6     | 0     | 0      | 1                | 0                | 0                | 3                     | 0                     | 0                     | 10    | 0     | 0      |
| Sunderland A. F. C. Inglaterra | 2.ª           | 2024-25       | 18    | 1     | 3      | —                | —                | —                | —                     | —                     | —                     | 18    | 1     | 3      |
| Sunderland A. F. C. Inglaterra | Total club    | Total club    | 18    | 1     | 3      | 0                | 0                | 0                | 0                     | 0                     | 0                     | 18    | 1     | 3      |
| Total carrera                  | Total carrera | Total carrera | 205   | 9     | 23     | 12               | 1                | 1                | 9                     | 0                     | 3                     | 226   | 10    | 27     |